# Neon Bible

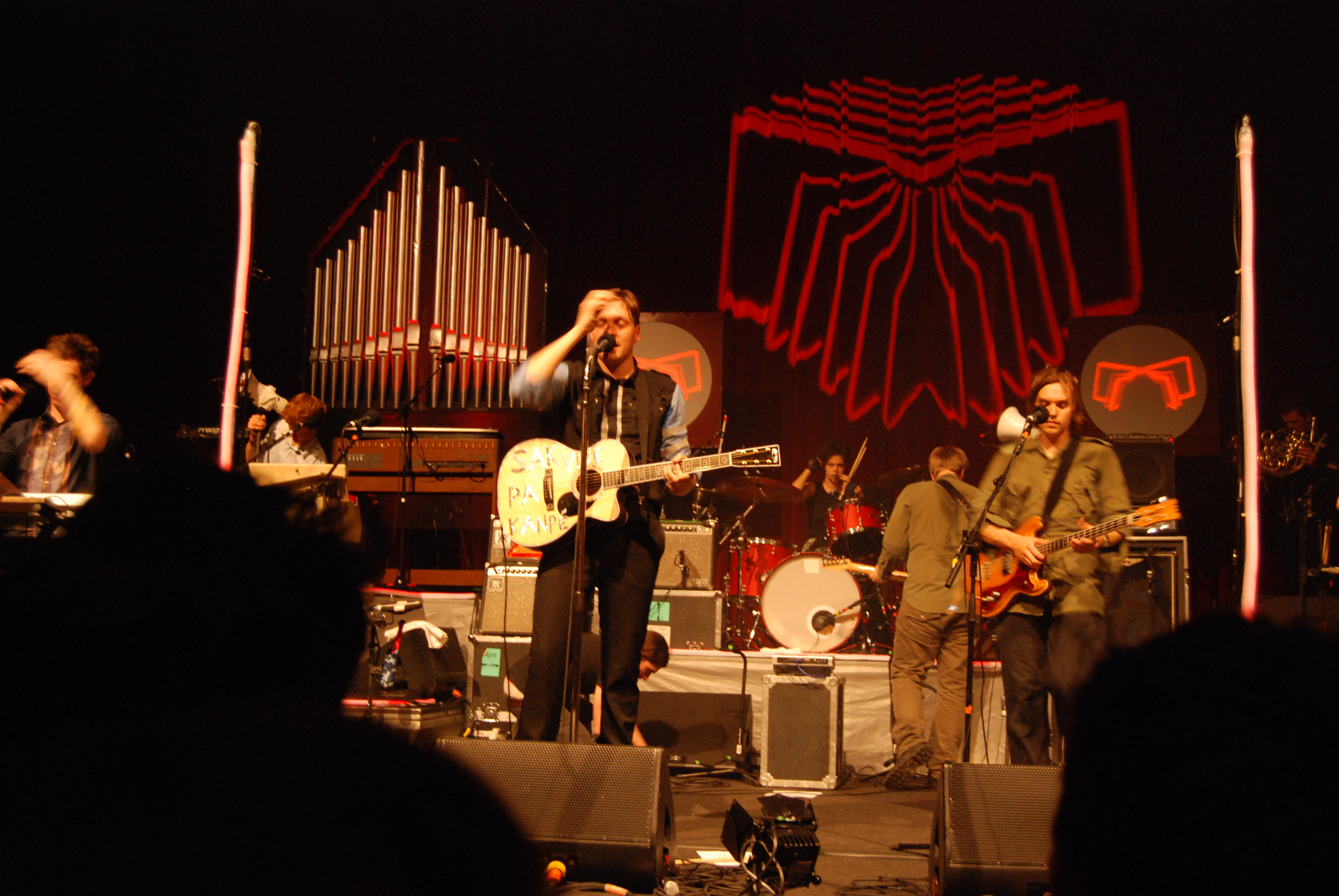
Arcade Fire spelar live 2007. Omslaget till albumet, en "neonbibel", syns i bakgrunden.

Neon Bible är Arcade Fires andra fullängdsalbum, uppföljaren till deras debut Funeral. Albumet släpptes 5 mars 2007 i Europa och 6 mars 2007 i Nordamerika. Rykten började spridas den 16 december 2006 att bandet kunde ha startat ett eget skivbolag, efter att webbsidan Zane Lowe ändrat att visa "Intervention - Arcade Fire (ArcadeFireMusic)" från "(Mercury)". Hur som helst släpptes Neon Bible på Rough Trade i Storbritannien och Merge Records i USA, samma skivbolag som för de tidigare utgåvorna. Albumet blev kritikerrosat såväl som en kommersiell framgång.
Bandets första bekräftade information om albumet skedde genom en video på Youtube som postades 7 januari 2007.
Den första singeln, "Intervention", släpptes på den amerikanska iTunes Storen den 28 december 2006. Man kunde också höra låten genom att ringa (866) NEON-BIBLE, tilläggsnummer 7777 (även om man nu kan lyssna till USA-singeln "Black Mirror"). Win Butler bekräftade senare att den första singeln från albumet kommer att vara "Black Mirror". Han spred ut hela sången via sin personliga blog via bandets webbplats. Den första singeln i Storbritannien blev "Keep the Car Running".
Albumet använder sig av piporgel, vevlira, en militärkör, en full ungersk orkester med mera. Win Butler beskriver albumet att låta som "att stå vid havet på natten". Enligt bookleten som följer med skivan, är titeln tagen från John Kennedy Tooles roman The Neon Bible[källa behövs], men Win Butler menar att han läst romanen men att det är en slump att albumet har samma namn.
På grund av tillverkningsförseningar kommer vinylutgåvan inte släppas förrän 8 maj 2007.

## Läckor
Den 26 december 2006 laddade Arcade Fire av misstag upp fel låt till iTunes Store. De skulle släppt studioversionen av "Intervention" som välgörenhet för Partners in Health. Win Butler skrev på webbsidan "I guess it is sort of charming that we can send the wrong song to the whole world with a click of a mouse... Oh well.". Sången "Black Wave/Bad Vibrations" togs bort från iTunes men fanns snart på flera P2P-nätverk. Hela albumet läckte ut på internet ungefär en månad innan den riktiga releasen.

## Låtlista
1. "Black Mirror" – 4:13
2. "Keep the Car Running" – 3:29
3. "Neon Bible" – 2:16
4. "Intervention" – 4:19
5. "Black Wave/Bad Vibrations" – 3:57
6. "Ocean of Noise" – 4:53
7. "The Well and the Lighthouse" – 3:56
8. "(Antichrist Television Blues)" – 5:10
9. "Windowsill" – 4:16
10. "No Cars Go" – 5:43
11. "My Body Is a Cage" – 4:47

## Låtinfo
- Låten "No Cars Go" är en nyinspelning med full orkester av en tidigare version från Arcade Fires självbetitlade EP från 2003.

## Listplaceringar
- USA: #2(92 000 kopior sålda) [5]
- Storbritannien: #2 [6]
- Kanada: #1 [7]
- Republiken Irland: #1 [8]
- Nya Zeeland: #20[9]
- Australien: #7[10]
- Tyskland: #11
- Portugal: #2[11]
- Spanien: #14[12]
- Österrike: #25[13]